# Liste der Baudenkmale in Oldenstadt
In der Liste der Baudenkmale in Oldenstadt sind die Baudenkmale des niedersächsischen Ortes Oldenstadt aufgelistet. Dies ist ein Teil der Liste der Baudenkmale in Uelzen. Der Stand der Liste ist der 21. November 2021.
Die Quelle der  IDs und der Beschreibungen ist der Denkmalatlas Niedersachsen.

## Oldenstadt
Im Westen von Oldenstadt liegt der Elbe-Seitenkanal und trennt den Ort von Uelzen. Oldenstadt (das frühere Ulissen) gehörte zum mittelalterlichen Bardengaus. Um 970 wurde ein Benediktinerinnenkloster gegründet, der Gründer war Bruno von Verden ein Verwandter von Hermann Billung. Das Kloster wurde im Jahre 1133 zu einem Mönchskloster umgewandelt. Hier wohnten Mönche aus Corvey. Um die Zeit entwickelt eich eine Siedlung, diese wurde aber um 1250 wieder verlassen. Von diesen Bürgern wurde zwei Kilometer westlich ein neuer Ort gegründet den Namen Ulissen nahmen sie mit. Das Kloster und der Ort wurden Oldenstadt genannt. 1529/1530 wurde das Kloster aufgelöst, es wurde ein Amt zu Verwaltung des Vermögens gegründet. Im Jahre 1884 wurde Oldenstadt Sitz der Kreisverwaltung.

### Gruppen baulicher Anlagen
| Lage | Bezeichnung | Beschreibung | ID       | Bild |
| --- | --- | --- | -------- | ---- |
| Am alten Kreishaus, An der Mühle 1, Domänenstraße 2, 4, 6, 8, Klosterstraße 4, 6, 8, 10, 12, Meyerholzweg 3 52° 58′ 25″ N, 10° 35′ 19″ O                      | Historischer Bereich des Klosters und Amtes Oldenstadt mit Klosterkirche, ehemaligen Amtshaus mit Nebengebäude, Wohn- und Wirtschaftsgebäuden der ehemaligen Domäne, Mühle mit Teich und gepflasterter Zufahrt, Pfarrhaus und ehemaligen Forsthaus | Neben dem Amtshaus war die Klosterkirche das Zentrums des Dorfes. Das Amtshaus befindet sich westlich der Kirche. | 31004862 |      |
| Am Platz 2, 3, Berghofstraße 2, 4, 6, 8, Lerchenweg 2, Molzener Straße 1, 2, 3, 5, Woltersburger Mühlenweg 1, 3, Zum See 2, 4, 6 52° 58′ 27″ N, 10° 35′ 18″ O | Hofanlagen und Wohnhäuser des historischen Ortskerns | Das Haufendorf Oldenstadt besteht aus einem Netz kleiner Straßen und Wege (Am Platz, Berghofstraße, Molzener Straße, Woltersburger Mühlenweg, Zum See), an denen Haupthäuser in Vierständerbauweise der Mitte des 19. Jahrhunderts sowie einige nach einem Ortsbrand von 1887 massiv erneuerte Bauten stehen. | 31004873 | BW   |

### Einzeldenkmale
| Lage                                                     | Bezeichnung                           | Beschreibung | ID       | Bild |
| -------------------------------------------------------- | ------------------------------------- | --- | -------- | ---- |
| Am alten Kreishaus 52° 58′ 19″ N, 10° 35′ 21″ O          | Jagdschloss                           | Winkelförmig angelegter zweistöckiger Fachwerkbau unter ziegelgedecktem Halbwalmdach. Vorkragendes Obergeschoss, Füllhölzer und Knaggen durch Schnitzereien verziert. Erbaut unter Herzog Christian von Braunschweig-Lüneburg als Jagdschloss, später genutzt als Amtshaus und Wohnhaus des Amtmannes. Errichtet 1625 (i). | 31007096 |      |
| Am alten Kreishaus 52° 58′ 20″ N, 10° 35′ 23″ O          | Nebengebäude                          | Eingeschossiges Fachwerkgebäude auf hohem (älteren) Kellergeschoss unter Satteldach in Ziegeldeckung. Erbaut als Hundezwinger des Jagdschlosses Anfang des 17. Jahrhunderts. | 31007114 | BW   |
| Am Platz 3 52° 58′ 28″ N, 10° 35′ 21″ O                  | Gasthaus Konstantinihof               | Zum Platz traufständiges eingeschossiges Fachwerkgebäude mit symmetrischer Fassade, unter ziegelgedecktem Halbwalmdach mit Zwerchhaus. Errichtet in der ersten Hälfte des 19. Jahrhunderts. | 31007150 | BW   |
| An der Mühle 1 52° 58′ 22″ N, 10° 35′ 19″ O              | Mühlengebäude                         | Zweigeschossiges Mühlengebäude mit Fachwerkobergeschoss auf massivem Erdgeschoss aus Backstein und unter Satteldach in Hohlpfannendeckung. Im Ober- und Dachgeschoss außermittige Ladeluken in der Ostfassade. Errichtet in der zweiten Hälfte des 19. Jahrhunderts. | 31007167 | BW   |
| Berghofstraße 8 52° 58′ 33″ N, 10° 35′ 16″ O             | Wohnhaus                              | Eingeschossiges traufständiges Fachwerkgebäude unter ziegelgedecktem Halbwalmdach. Errichtet im 19. Jahrhundert. | 31007241 | BW   |
| Domänenstraße 2 52° 58′ 25″ N, 10° 35′ 17″ O             | Wirtschaftsgebäude                    | Langgestrecktes Vierständerfachwerkgebäude, ziegelgedecktes Satteldach mit Bandgaube. Schaugiebel durch neue Wand ersetzt. Errichtet als Wirtschaftsgebäude des Domänenhofs Mitte des 17. Jahrhunderts. | 31007259 | BW   |
| Domänenstraße 4 52° 58′ 25″ N, 10° 35′ 15″ O             | Wohnhaus                              | Zweigeschossiger Fachwerkbau unter ziegelgedecktem Halbwalmdach. Nordseite verkleidet. Errichtet Ende des 18. Jahrhunderts als Wohnhaus der ehemaligen Domäne. | 31007277 | BW   |
| Domänenstraße 6 52° 58′ 24″ N, 10° 35′ 15″ O             | Wohnhaus                              | Backsteinbau auf hohem Sockelgeschoss mit Drempel, unter ziegelgedecktem Satteldach. Traufseitig je ein Risalit. Erbaut 1856. | 31007295 | BW   |
| Domänenstraße 8 52° 58′ 23″ N, 10° 35′ 13″ O             | Wohnhaus                              | Eingeschossiges Fachwerkgebäude unter ziegelgedecktem Halbwalmdach. Errichtet im 19. Jahrhundert. | 31007313 | BW   |
| Klosterstraße 6 52° 58′ 14″ N, 10° 35′ 31″ O             | Klosterkirche St. Johannes der Täufer | Kreuzförmige Basilika mit einfachem Stützenwechsel, aus Feldstein gemauert. Erbaut im 12. Jahrhundert. In gotischer Zeit wurde der südliche Querhausgiebel in Backstein erneuert, der Chor verlängert und mit geradem Schluss versehen. Abbruch der Seitenschiffe im 17./18. Jahrhundert. Nördlicher Querhausarm 1908 wiedererrichtet. Ziegelgedecktes Satteldach, über dem Chor Halbwalm, verbrettertes achteckiges Vierungstürmchen mit kupfergedeckter Haube. | 31007075 |      |
| Klosterstraße 8 52° 58′ 19″ N, 10° 35′ 27″ O             | Wohnhaus                              | Zweigeschossiges traufständiges Backsteingebäude unter ziegelgedecktem Halbwalmdach. Errichtet in der zweiten Hälfte des 19. Jahrhunderts. | 31007367 | BW   |
| Klosterstraße 10 52° 58′ 18″ N, 10° 35′ 27″ O            | Pfarrhaus                             | Eingeschossiger traufständiger Fachwerkbau unter ziegelgedecktem Halbwalmdach. Errichtet 1792 (i). | 31007385 | BW   |
| Klosterstraße 12 52° 58′ 16″ N, 10° 35′ 29″ O            | Wohnhaus                              | Zweigeschossiges traufständiges Fachwerkgebäude unter ziegelgedecktem Halbwalmdach. Errichtet als Forsthaus 1789. | 31007403 | BW   |
| Klosterstraße 16 52° 58′ 14″ N, 10° 35′ 31″ O            | Ehemaliger Zoll- und Krughof          | Zweigeschossiger Fachwerkbau unter ziegelgedecktem Halbwalmdach. Veränderungen durch einen Anbau und Fassadenverkleidung. Errichtet als Hauptgebäude des ehemaligen Zoll- und Krughofs von Uelzen in der Mitte des 18. Jahrhunderts. | 31007421 | BW   |
| Meyerholzweg 3 52° 58′ 26″ N, 10° 35′ 16″ O              | Wirtschaftsgebäude                    | Eingeschossiger traufständiger Fachwerkbau, Backsteinausfachung weiß gestrichen, unter ziegelgedecktem Krüppelwalmdach. Errichtet im 19. Jahrhundert. | 31007458 | BW   |
| Molzener Straße 1 52° 58′ 32″ N, 10° 35′ 21″ O           | Wohn-/ Wirtschaftsgebäude             | Traufständiges Haus in Backsteinbauweise in Art eines Hallenhauses, unter mit schwarzen Ziegeln gedecktem Halbwalmdach. Errichtet nach dem Ortsbrand von 1887 im Jahr 1888 (i). | 31007476 | BW   |
| Molzener Straße 1 52° 58′ 30″ N, 10° 35′ 21″ O           | Scheune                               | Scheune in Backsteinbauweise unter mit schwarzen Ziegeln gedecktem Halbwalmdach. Erbaut nach dem Ortsbrand von 1887. | 31005360 | BW   |
| Molzener Straße 3 52° 58′ 32″ N, 10° 35′ 21″ O           | Wohn-/ Wirtschaftsgebäude             | Traufständiger, eingeschossiger Backsteinbau mit Fachwerkinnenwänden; unter Halbwalmdach. Errichtet nach dem Ortsbrand von 1887 im Jahr 1888 (i). | 31007512 | BW   |
| Wendlandstraße 4 52° 58′ 14″ N, 10° 35′ 31″ O            | Wohnhaus                              | Das Wohnhaus liegt gegenüber dem ehemaligen Zoll- und Krughof an der B 191. Das Haus war früher ein Hotel. Es ist ein Ziegelbauwerk, im Drempelgeschoss mit Zierfachwerk. Erbaut wurde das Haus im Jahr 1910. | 31007548 | BW   |
| Woltersburger Mühlenweg 1 52° 58′ 34″ N, 10° 35′ 22″ O   | Wohn-/ Wirtschaftsgebäude             | Vierständerfachwerkgebäude mit Backsteinausfachungen unter ziegelgedecktem Krüppelwalmdach. Errichtet 1841 (i). | 31007565 | BW   |
| Woltersburger Mühlenweg 3 52° 58′ 34″ N, 10° 35′ 24″ O   | Wohnhaus                              | Kleines giebelständiges eingeschossiges Fachwerkgebäude unter ziegelgedecktem Krüppelwalmdach. Errichtet in der Mitte des 19. Jahrhunderts. | 31007583 | BW   |
| Zum See 2 a/b 52° 58′ 29″ N, 10° 35′ 17″ O               | Wohnhaus                              | Traufständiges Backsteingebäude in Form eines Hallenhauses unter ziegelgedecktem Halbwalmdach. Straßenseitig Risalit mit Rundbogentür und Rundbogenfenstern. Errichtet nach dem Ortsbrand von 1887. | 31007601 | BW   |
| Zum See 6 52° 58′ 33″ N, 10° 35′ 14″ O                   | Wohn-/ Wirtschaftsgebäude             | Im Winkel zwischen zwei Straßen und zu beiden traufständig stehendes Vierständer-Fachwerkgebäude mit Backsteinausfachung unter ziegelgedecktem Krüppelwalmdach. Errichtet in der Mitte des 19. Jahrhunderts. | 31007637 | BW   |
| Zwischen Wipperau und B 191 52° 58′ 21″ N, 10° 35′ 44″ O | Graben und Wallanlage                 | | 32210325 |      |